# エフティマイア
エフティマイア（F T Maia、2005年2月14日 - ）とは、日本の競走馬、繁殖牝馬。2007年の新潟2歳ステークスを制したほか、2008年の桜花賞、優駿牝馬で2着となった。
馬名は馬主の家族のイニシャル「FT」に、当馬の祖母であるノーザンマイアのマイアから名付けられた。セレクトセールでの落札価格は840万円。

## 経歴
2007年6月24日に福島競馬場で行われた2歳新馬戦でデビュー。このレースを優勝すると7月21日のマリーゴールド賞、9月2日の重賞新潟2歳ステークスも優勝し3連勝を飾った。その後11月から翌2008年2月にかけて5戦したが最高着順が5着、JpnIの阪神ジュベナイルフィリーズでは18頭中17着と成績は低迷を続けた。
2008年2月をもってそれまでエフティマイアを管理していた矢野進が定年により調教師を引退し、3月1日付で鹿戸雄一厩舎へ転厩した。鹿戸は前年の11月から休みなくレースを使っていたエフティマイアの疲労を取り除くことに専念し、ステップレースに出走させることなくJpnIの桜花賞に出走させた。このレースでエフティマイアの人気は15番人気と低かったが、優勝馬レジネッタから半馬身差の2着となった。続いて出走した優駿牝馬でも人気は13番人気と低かったがまたしても2着に好走した。桜花賞と優駿牝馬で好走した要因について鹿戸は、「厩舎が変わったことによる刺激が良い方に作用した」と述べている。
3ヶ月の休養を挟んでクイーンステークスに出走したが、休み明けで馬体重が24kgも増加していたせいか、5着に敗れ、レース後はノーザンファームへ放牧に出された。帰厩後はトライアル競走を使わずに秋華賞へ直行。蛯名騎手が騎乗停止のため吉田隼人騎手が騎乗した。中団6番手あたりを追走し、最後の直線では一時3番手に上がったが、伸びきれず5着に敗れた。続くエリザベス女王杯では蛯名騎手が再び騎乗したが、13着と大敗した。
2009年は朱鷺ステークスから復帰。後方から追い込んでくるものの届かず3着に敗れた。続く京成杯オータムハンデキャップでは11着、府中牝馬ステークスでは13着、アルゼンチン共和国杯では16着と3戦続けて2桁着順に終わった。
2010年は7月11日の巴賞から戦列復帰、先団追走も直線で失速しブービーの15着と大敗した。続く関屋記念では好位中団を追走するも直線ではまったく伸びず14着に敗れた。その後、9月9日付でJRA競走馬登録を抹消され現役を引退した。現在は生まれ故郷のノーザンファームにて繁殖牝馬となっている。

## 競走成績
| 年月日 | 年月日 | 年月日 | 競馬場 | 競走名               | 格     | 頭 数 | 枠 番 | 馬 番 | オッズ （人気） | 着順 | 騎手     | 斤量 [kg] | 距離（馬場）  | タイム （上り3F） | タイム 差 | 勝ち馬/（2着馬）     |
| 2007.  | 6.     | 24     | 福島   | 2歳新馬              |        | 12    | 6     | 7     | 004.6（02人）   | 01着 | 蛯名正義 | 54        | 芝1200m（良） | 1:10.0 (35.1)     | -0.8      | （アポロマハル）     |
|        | 7.     | 21     | 新潟   | マリーゴールド賞     | OP     | 6     | 4     | 4     | 001.6（01人）   | 01着 | 蛯名正義 | 54        | 芝1400m（稍） | 1:23.7 (34.6)     | -0.2      | （ゴールデンリング） |
|        | 9.     | 2      | 新潟   | 新潟2歳S             | JpnIII | 18    | 5     | 10    | 007.8（04人）   | 01着 | 蛯名正義 | 54        | 芝1600m（良） | 1:34.1 (34.0)     | -0.2      | （シャランジュ）     |
|        | 11.    | 10     | 東京   | 京王杯2歳S           | JpnII  | 15    | 3     | 4     | 003.9（02人）   | 13着 | 蛯名正義 | 54        | 芝1400m（稍） | 1:24.4 (36.3)     | 1.7       | アポロドルチェ       |
|        | 12.    | 2      | 阪神   | 阪神JF               | JpnI   | 18    | 8     | 18    | 019.6（09人）   | 17着 | 蛯名正義 | 54        | 芝1600m（良） | 1:35.9 (37.6)     | 2.1       | トールポピー         |
|        | 12.    | 16     | 中山   | フェアリーS          | JpnIII | 16    | 4     | 7     | 015.1（07人）   | 05着 | 蛯名正義 | 54        | 芝1200m（良） | 1:10.2 (36.2)     | 0.4       | ルルパンブルー       |
| 2008.  | 1.     | 27     | 中山   | 菜の花賞             | OP     | 16    | 3     | 6     | 009.1（05人）   | 06着 | 蛯名正義 | 56        | 芝1600m（良） | 1:36.6 (37.1)     | 1.0       | デヴェロッペ         |
|        | 2.     | 23     | 東京   | クイーンC            | JpnIII | 16    | 7     | 13    | 025.8（10人）   | 06着 | 蛯名正義 | 55        | 芝1600m（良） | 1:36.0 (35.4)     | 0.5       | リトルアマポーラ     |
|        | 4.     | 13     | 阪神   | 桜花賞               | JpnI   | 17    | 8     | 18    | 094.3（15人）   | 02着 | 蛯名正義 | 55        | 芝1600m（良） | 1:34.5 (35.4)     | 0.1       | レジネッタ           |
|        | 5.     | 25     | 東京   | 優駿牝馬             | JpnI   | 18    | 3     | 6     | 032.5（13人）   | 02着 | 蛯名正義 | 55        | 芝2400m（稍） | 2:28.8 (35.4)     | 0.0       | トールポピー         |
|        | 8.     | 17     | 札幌   | クイーンS            | JpnIII | 13    | 2     | 2     | 005.3（03人）   | 05着 | 蛯名正義 | 53        | 芝1800m（良） | 1:48.5 (35.7)     | 0.4       | ヤマニンメルベイユ   |
|        | 10.    | 19     | 京都   | 秋華賞               | JpnI   | 18    | 3     | 5     | 010.0（03人）   | 05着 | 吉田隼人 | 55        | 芝2000m（良） | 1:58.7 (35.3)     | 0.3       | ブラックエンブレム   |
|        | 11.    | 16     | 京都   | エリザベス女王杯     | GI     | 18    | 4     | 8     | 027.3（06人）   | 13着 | 蛯名正義 | 54        | 芝2200m（良） | 2:13.6 (35.6)     | 1.5       | リトルアマポーラ     |
| 2009.  | 8.     | 29     | 新潟   | 朱鷺S                | OP     | 18    | 7     | 13    | 007.8（05人）   | 03着 | 蛯名正義 | 54        | 芝1400m（良） | 1:21.2 (34.6)     | 0.2       | マイケルバローズ     |
|        | 9.     | 13     | 中山   | 京成杯AH             | GIII   | 16    | 3     | 5     | 010.1（05人）   | 11着 | 蛯名正義 | 54        | 芝1600m（良） | 1:32.7 (35.2)     | 0.6       | ザレマ               |
|        | 10.    | 18     | 東京   | 府中牝馬S            | GIII   | 18    | 7     | 14    | 019.5（08人）   | 13着 | 蛯名正義 | 55        | 芝1800m（良） | 1:46.2 (35.8)     | 1.6       | ムードインディゴ     |
|        | 11.    | 8      | 東京   | アルゼンチン共和国杯 | GII    | 18    | 1     | 2     | 126.5（18人）   | 16着 | 北村宏司 | 53        | 芝2500m（良） | 2:32.2 (34.6)     | 1.3       | ミヤビランベリ       |
| 2010.  | 7.     | 11     | 函館   | 巴賞                 | OP     | 16    | 7     | 14    | 028.8（11人）   | 15着 | 石橋脩   | 54        | 芝1800m（良） | 1:52.7 (36.2)     | 1.0       | メイショウクオリア   |
|        | 8.     | 8      | 新潟   | 関屋記念             | GIII   | 18    | 3     | 6     | 038.1（11人）   | 14着 | 石橋脩   | 54        | 芝1600m（良） | 1:33.8 (33.6)     | 0.9       | レッツゴーキリシマ   |

## 繁殖成績
|        | 馬名               | 誕生年 | 毛色   | 父               | 性 | 馬主               | 厩舎                           | 戦績                 |
| ------ | ------------------ | ------ | ------ | ---------------- | -- | ------------------ | ------------------------------ | -------------------- |
| 初仔   | エフティベス       | 2012年 | 黒鹿毛 | ハービンジャー   | 牝 | 吉野英子           | 美浦・金成貴史                 | 14戦0勝(引退・繁殖)  |
| 第2仔  | エフティスパークル | 2013年 | 黒鹿毛 | ハービンジャー   | 牡 | 吉野英子           | 美浦・鹿戸雄一                 | 27戦4勝（引退）      |
| 第3仔  | エフティヘルメス   | 2014年 | 青鹿毛 | ルーラーシップ   | 牡 |                    |                                | （未出走）           |
| 第4仔  | エフティアテナ     | 2015年 | 黒鹿毛 | ルーラーシップ   | 牝 | 吉野英子           | 美浦・金成貴史                 | 12戦1勝(引退・繁殖)  |
| 第5仔  | エフティイーリス   | 2016年 | 黒鹿毛 | ルーラーシップ   | 牝 | 吉野英子           | 美浦・金成貴史                 | 22戦2勝（引退・繁殖) |
| 第6仔  | エフティクルーク   | 2017年 | 青鹿毛 | エピファネイア   | 牡 | 吉野英子           | 美浦・金成貴史                 | 6戦0勝（引退）       |
| 第7仔  | エフティレーヴ     | 2018年 | 黒鹿毛 | エピファネイア   | 牝 | 吉野英子 →酒井孝敏 | 美浦・金成貴史 →笠松・笹野博司 | 8戦0勝（引退・繁殖） |
| 第8仔  | エフティイライザ   | 2019年 | 芦毛   | クロフネ         | 牝 | 吉野英子           | 美浦・鹿戸雄一                 | 7戦0勝（引退）       |
| 第9仔  | パンタソス         | 2020年 | 鹿毛   | ドレフォン       | 牡 | 吉野英子           | 美浦・金成貴史                 | 3戦0勝（引退）       |
| 第10仔 | エチャケナ         | 2021年 | 鹿毛   | ドレフォン       | 牝 | 吉野英子           | 美浦・金成貴史                 | 16戦2勝（現役）      |
| 第11仔 |                    | 2024年 | 芦毛   | オメガパフューム | 牝 |                    |                                |                      |

- 2025年4月20日現在

## 血統表
| エフティマイアの血統（サンデーサイレンス系 / アウトブリード） | エフティマイアの血統（サンデーサイレンス系 / アウトブリード） | エフティマイアの血統（サンデーサイレンス系 / アウトブリード） | （血統表の出典） | （血統表の出典） |
| 父 フジキセキ 1992 青鹿毛                                     | 父の父*サンデーサイレンス Sunday Silence 1986 青鹿毛          | Halo                                                          | Hail to Reason   | Hail to Reason   |
| 父 フジキセキ 1992 青鹿毛                                     | 父の父*サンデーサイレンス Sunday Silence 1986 青鹿毛          | Halo                                                          | Cosmah           |                  |
| 父 フジキセキ 1992 青鹿毛                                     | 父の父*サンデーサイレンス Sunday Silence 1986 青鹿毛          | Wishing Well                                                  | Understanding    | Understanding    |
| 父 フジキセキ 1992 青鹿毛                                     | 父の父*サンデーサイレンス Sunday Silence 1986 青鹿毛          | Wishing Well                                                  | Mountain Flower  |                  |
| 父 フジキセキ 1992 青鹿毛                                     | 父の母*ミルレーサー Millracer 1983 鹿毛                       | Le Fabuleux                                                   | Wild Risk        | Wild Risk        |
| 父 フジキセキ 1992 青鹿毛                                     | 父の母*ミルレーサー Millracer 1983 鹿毛                       | Le Fabuleux                                                   | Anguar           |                  |
| 父 フジキセキ 1992 青鹿毛                                     | 父の母*ミルレーサー Millracer 1983 鹿毛                       | Marston's Mill                                                | In Reality       | In Reality       |
| 父 フジキセキ 1992 青鹿毛                                     | 父の母*ミルレーサー Millracer 1983 鹿毛                       | Marston's Mill                                                | Millicent        |                  |
| 母 カツラドライバー 1998 鹿毛                                 | 母の父ニホンピロウイナー 1980 黒鹿毛                          | *スティールハート                                             | Habitat          | Habitat          |
| 母 カツラドライバー 1998 鹿毛                                 | 母の父ニホンピロウイナー 1980 黒鹿毛                          | *スティールハート                                             | A.1.             |                  |
| 母 カツラドライバー 1998 鹿毛                                 | 母の父ニホンピロウイナー 1980 黒鹿毛                          | ニホンピロエバート                                            | *チャイナロック  | *チャイナロック  |
| 母 カツラドライバー 1998 鹿毛                                 | 母の父ニホンピロウイナー 1980 黒鹿毛                          | ニホンピロエバート                                            | ライトフレーム   |                  |
| 母 カツラドライバー 1998 鹿毛                                 | 母の母ノーザンマイア 1990 鹿毛                                | *ノーザンテースト                                             | Northern Dancer  | Northern Dancer  |
| 母 カツラドライバー 1998 鹿毛                                 | 母の母ノーザンマイア 1990 鹿毛                                | *ノーザンテースト                                             | Lady Victoria    |                  |
| 母 カツラドライバー 1998 鹿毛                                 | 母の母ノーザンマイア 1990 鹿毛                                | *マイア                                                       | Cipol            | Cipol            |
| 母 カツラドライバー 1998 鹿毛                                 | 母の母ノーザンマイア 1990 鹿毛                                | *マイア                                                       | Leandra F.No.4-k |                  |